# Tuvà
Tuvà, també anomenada Tivà, oficialment la República de Tuvà és una de les repúbliques (subjecte federal) de la Federació Russa. Tuvà és al centre geogràfic d'Àsia, al sud de Sibèria i té una població de 336.651 habitants (Cens del 2021). La capital és la ciutat de Kizil. La república limita amb la República de l'Altai, la República de Khakàssia, el Krai de Krasnoiarsk, l'óblast d'Irkutsk i la República de Buriàtia a Rússia, i comparteix una frontera internacional amb Mongòlia al sud. En tuvinià: Тыва Республика, Tıva Respublika AFI: [tʰɯˈʋa resˈpʰuplika] i en rus: Респу́блика Тыва́, Respúblika Tivà AFI: [rʲɪsˈpublʲɪkə tɨˈva].
Històricament part de la Mongòlia Exterior com a Tannu Uriankai durant la dinastia Qing, l'última dinastia imperial de la Xina, Tuvà es va separar el 1911 com a República d'Uriankhai després de la revolució de Xinhai, que va crear la República de la Xina. Va esdevenir un protectorat rus el 1914 i va ser substituida per la República Popular de Tuvà el 1921, nominalment independent (coneguda oficialment com a Tannú Tuvà fins al 1926), però reconeguda només pels seus veïns, la Unió Soviètica i Mongòlia. El 1944 fou annexada a la URSS.
És una república muntanyosa limitada per les serralades del Saian occidental al nord i el Tannu Ola al sud, a la frontera mongola. A l'oest, s'alcen les muntanyes de l'Altai. El país està travessat pel riu Ienissei (aquí anomenat Uluğ-Hem), que neix a Kizil en la confluència del Gran Ienissei i el Petit Ienissei.
Més de dos terços de la població són tuvinians ètnics que parlen la llengua tuvà com a llengua materna, mentre que el rus és parlat de manera nativa per la minoria russa. Tots dos són oficials i s'entenen àmpliament a la república. El Gran Kural és el parlament de Tuvà.

## Història

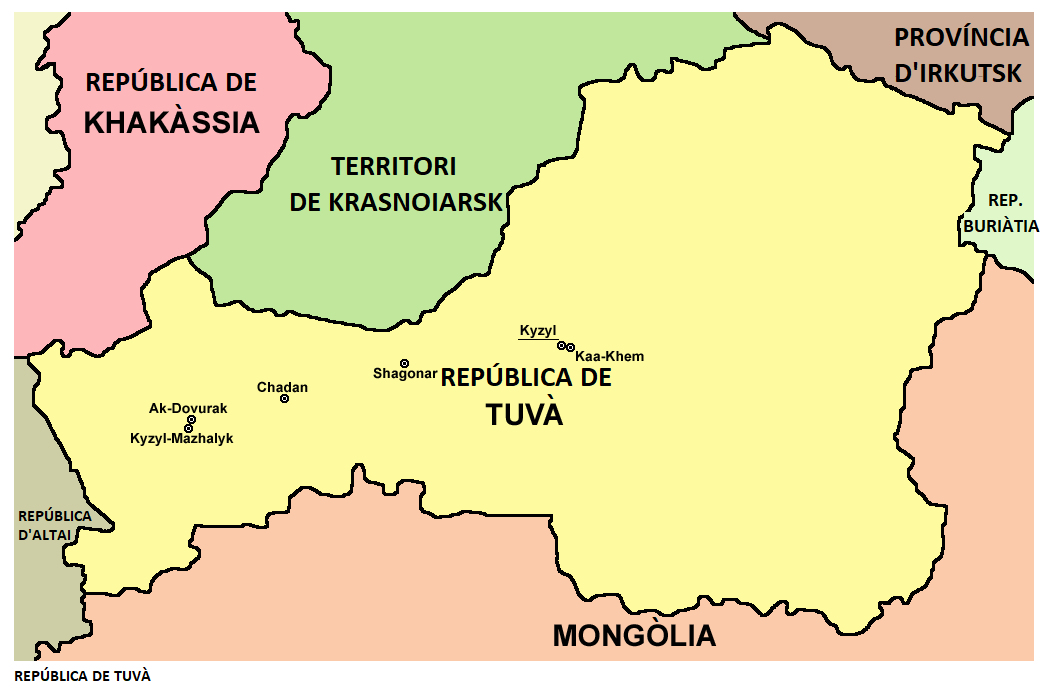
Mapa de la República de Tuvà

El territori de Tuvà ha estat controlat per l'Imperi Xiongnu (209 aC - 93 dC) i l'estat de Xianbei (93-234), el Khaganat de Rouran (330-555), la dinastia Tang (647-682), el kaganat kirguís del Ienissei (segle vii - segle xiii). El 1207, la regió fou conquerida per Genguis Khan i passà a l'Imperi Mongol (1206-1271), i posteriorment a la dinastia Yuan (1271-1368), la dinastia Yuan del Nord (1368-1691), el Khanat Khotgoid i el Kanat de Jungària (1634-1758). Les tribus mongoles medievals, inclosos els oirats i els tumeds, van habitar zones que ara formen part de la República de Tuvà.
De 1758 a 1911, Tuvà va formar part de la dinastia Qing de la Xina i va ser administrada per la Mongòlia Exterior. Durant la Revolució Xinhai a la Xina, la Rússia tsarista va formar un moviment separatista entre els tuvinians on també hi havia grups independentistes i mongols. El tsar Nicolau II va acceptar la tercera petició de la direcció de Tuvà el 1912, establint un protectorat sobre l'aleshores estat independent. Alguns russos, com ara comerciants, viatgers i exploradors, ja s'havien establert a Tuvà en aquell moment. Tuvà es va independitzar nominalment com a República d'Uriankhai abans de convertir-se en un protectorat rus sota el nom de Krai d'Uriankhai sota el tsar Nicolau II, el 17 d'abril de 1914.
Es va establir una capital a Tuvà, anomenada Belotsarsk (Белоца́рск; literalment, "(Ciutat) del tsar blanc"). Mentrestant, el 1911, el Kanat de Mongòlia es va independitzar, encara que sota protecció russa. Després de la Revolució Russa de 1917 que va acabar amb l'autocràcia imperial, la major part de Tuvà va ser ocupada del 5 de juliol de 1918 al 15 de juliol de 1919 per les tropes de l'Exèrcit Blanc d'Aleksandr Koltxak. Piotr Ivànovitx Turtxanínov va ser nomenat governador del territori. A la tardor de 1918, la part sud-oest va ser ocupada per tropes xineses i la part sud per tropes mongoles dirigides per Katanbaatar Magsarjav.
Des del juliol de 1919 fins al febrer de 1920, l'Exèrcit Roig comunista va prendre el control de Tuvà, però des del 19 de febrer de 1920 fins al juny de 1921 va ser ocupat per la Xina (sota el governador Ian Shichao). El 14 d'agost de 1921, els bolxevics van establir la República Popular de Tuvà, anomenada popularment Tannú-Tuvà. El 1926, la capital (antigament Belotsarsk, i des del 1918 Khem-Beldir) va ser rebatejada Kizil, que significa «vermell». La República Popular de Tuvà va ser de jure un estat independent en el període d'entreguerres. El governant de l'estat, el president Danduk Kuular, va intentar enfortir els llaços amb Mongòlia i establir el budisme com a religió oficial. Això va inquietar la Unió Soviètica, que va orquestrar un cop d'estat dut a terme el 1929 per cinc joves graduats tuvans de la Universitat Comunista dels Treballadors de l'Est de Moscou.
El 1930, el règim prosoviètic va descartar l'ús de l'alfabet mongol per a escriure el tuvinià en favor d'un alfabet llatí dissenyat a Tuvà pels lingüistes russos. El 1943, aquesta escriptura llatina també fou descartada per una de basada en l'alfabet ciríl·lic. Sota el lideratge del secretari del Partit, Salchak Toka, es van concedir als russos ètnics plens drets de ciutadania i les influències budistes i mongoles sobre l'estat i la societat de Tuvà es van reduir sistemàticament.
Tuvà va ser annexada per la Unió de Repúbliques Socialistes Soviètiques el 1944, amb l'aprovació del Petit Khural (parlament) de Tuvà, però sense referèndum sobre la qüestió. Després de la victòria soviètica a la Segona Guerra Mundial, es va convertir en la Província autònoma de Tuvà, dins de la República Socialista Federativa Soviètica de Rússia. Saltxak Toka, líder del Partit Revolucionari del Poble de Tuvà, va rebre el títol de Primer Secretari del Partit Comunista de Tuvà i es va convertir en el governant de facto de Tuvà fins a la seva mort el 1973. El territori es va convertir en la República Socialista Soviètica Autònoma de Tuvà el 10 d'octubre de 1961.

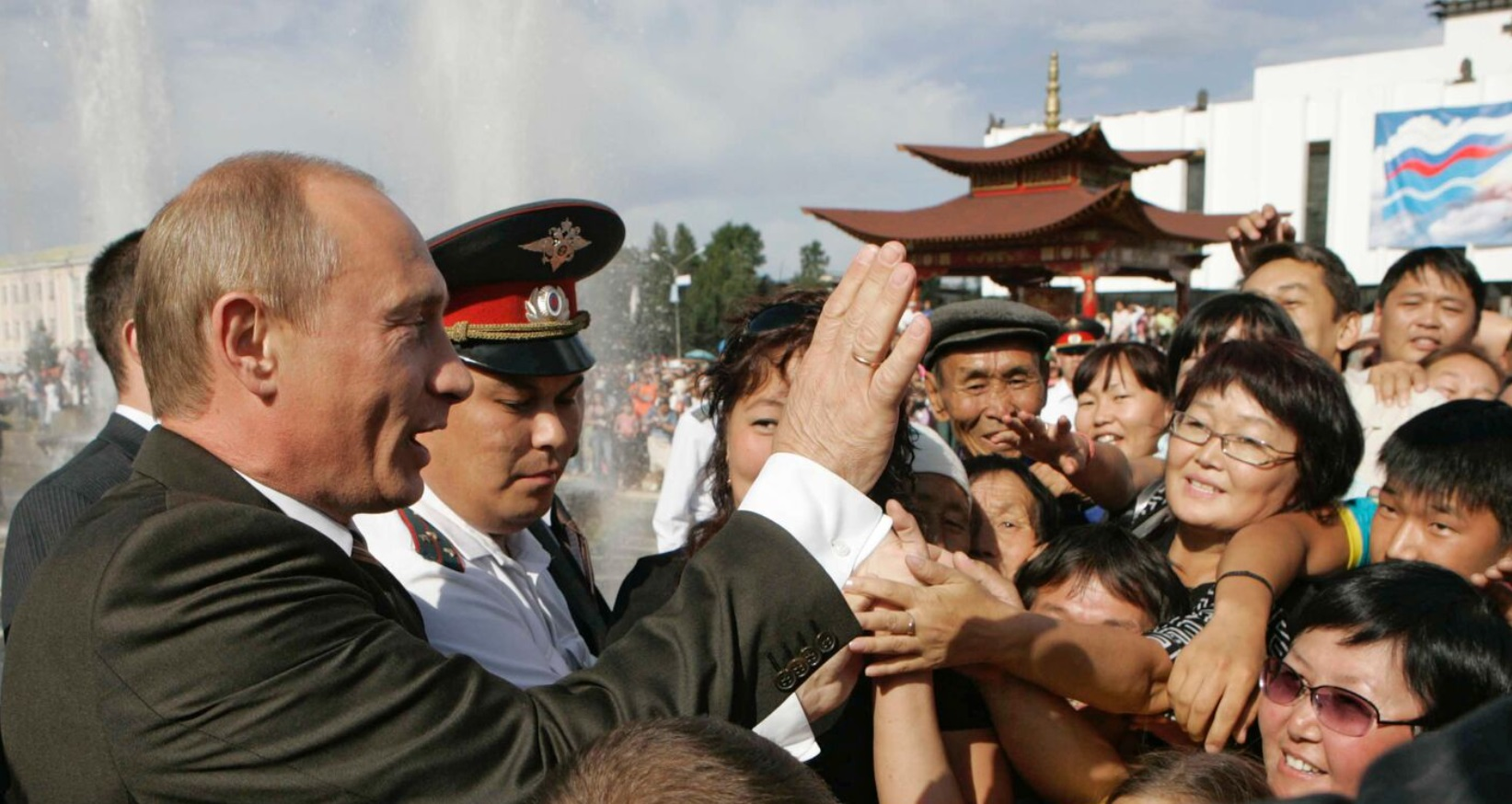
El president rus Vladímir Putin a Tuvà el 2007

El febrer de 1990, el Moviment Democràtic de Tuvà va ser fundat per Kaadyr-ool Bicheldei, filòleg de l'Institut Pedagògic Estatal de Kizil. El partit tenia com a objectiu proporcionar llocs de treball i habitatge (ambdós escassos) i millorar l'estatus de la llengua i la cultura tuviniana. A final de l'any, hi va haver una onada d'atacs contra la nombrosa comunitat russa de Tuvà, incloent atacs de franctiradors a camions i atacs a assentaments perifèrics, amb 168 assassinats. Les tropes russes van ser finalment convocades. Molts russos van sortir de la república durant aquest període. Tuvà s'ha mantingut històricament remota i de difícil accés.
Tuvà va ser signatari del tractat de 31 de març de 1992 en que es va crear la Federació Russa. El 22 d'octubre de 1993, es va redactar una nova constitució per a la república, creant un parlament fomat per 32 membres (Khural Suprem) i un Gran Khural, que s'ocupa de la legislació local. La constitució va ser aprovada pel 53,9% (62,2% segons una altra font) dels tuvans en un referèndum el 12 de desembre de 1993. Al mateix temps, el nom oficial en rus es va canviar de Тува (Tuvà) a Тыва (Tivà).

## Geografia

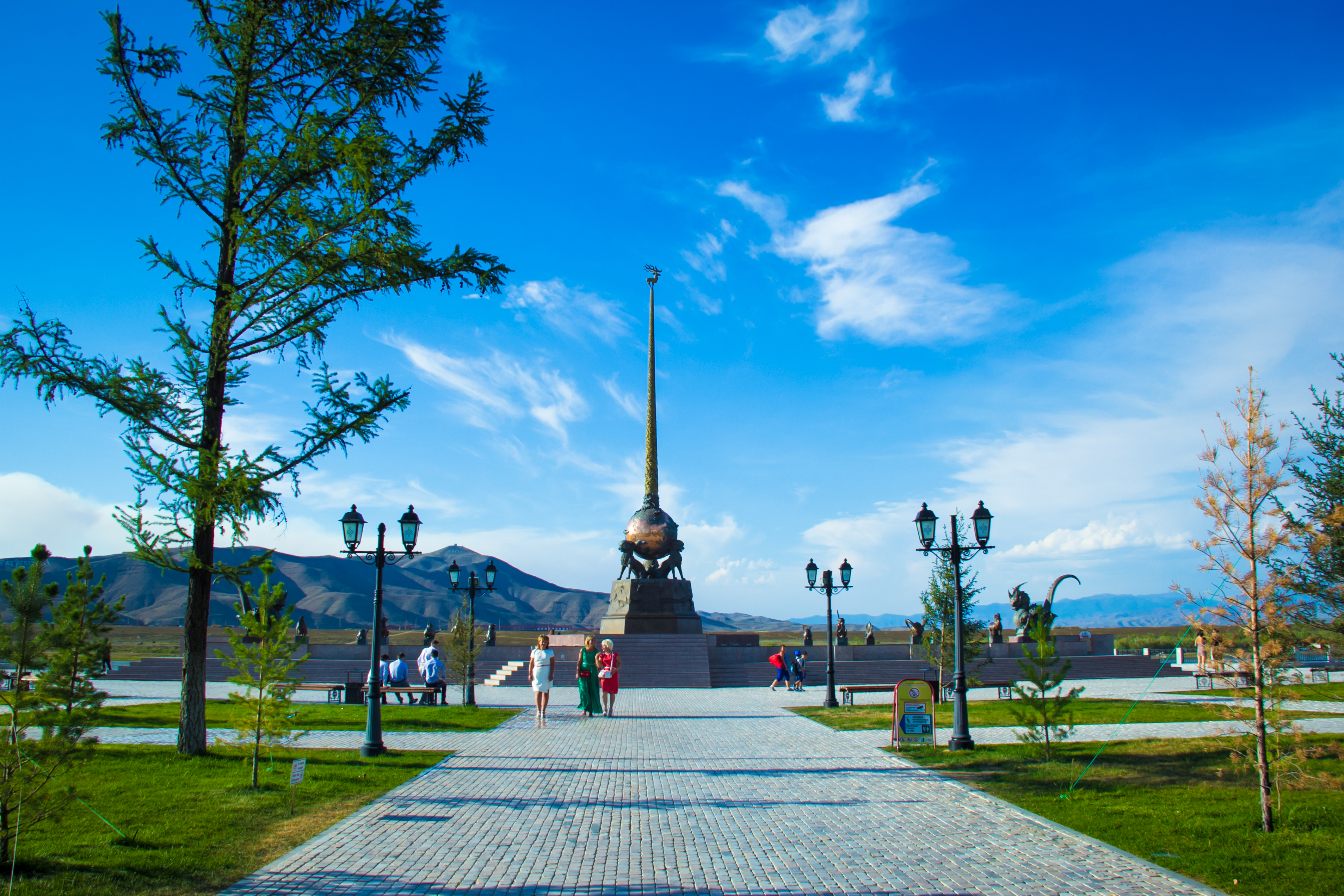
El "centre geogràfic d'Àsia", el 2015

La República de Tuvà és a l'extrem sud de Sibèria. La capital és Kizil, situada prop del «centre geogràfic d'Àsia». La part oriental de la república és boscosa i elevada, mentre que la part occidental és terra baixa més seca.
- Fronteres:
  - Internes: Khakàssia (NO/N), Krai de Krasnoiarsk (N), Òblast d'Irkutsk (N/NE), Buriàtia (E), República de l'Altai (SO/O)
  - Internacionals: Mongòlia (Província de Bayan-Ölgii, Província de Khövsgöl, Província d'Uvs i Província de Zavkhan) (S) (longitud de la línia fronterera: 1305 km)
- Punt més alt: Mont Mongun-Tayga, 3970 msnm
- Distància màxima N–S: 450 km
- Distància màxima E-O: més de 700 km
- Superfície: 170.427 km²

### Rius
Hi ha més de 8.000 rius de la República de Tuvà, inclòs el curs superior del riu Ienissei, el cinquè riu més llarg del món. La majoria dels rius de la república són afluents del Ienissei. També hi ha nombroses fonts minerals a la zona.
Els principals rius inclouen:
- Riu Ienissei (també anomenat Ulug-Khem)
- Riu Kanteguir
- Riu Kemtxik
- Riu Petit Ienissei (també anomenat Ka-Kem o Kaa-Kem)
- Riu Gran Ienissei (també anomenat Bi-Kem o Bii-Kem)

### Llacs

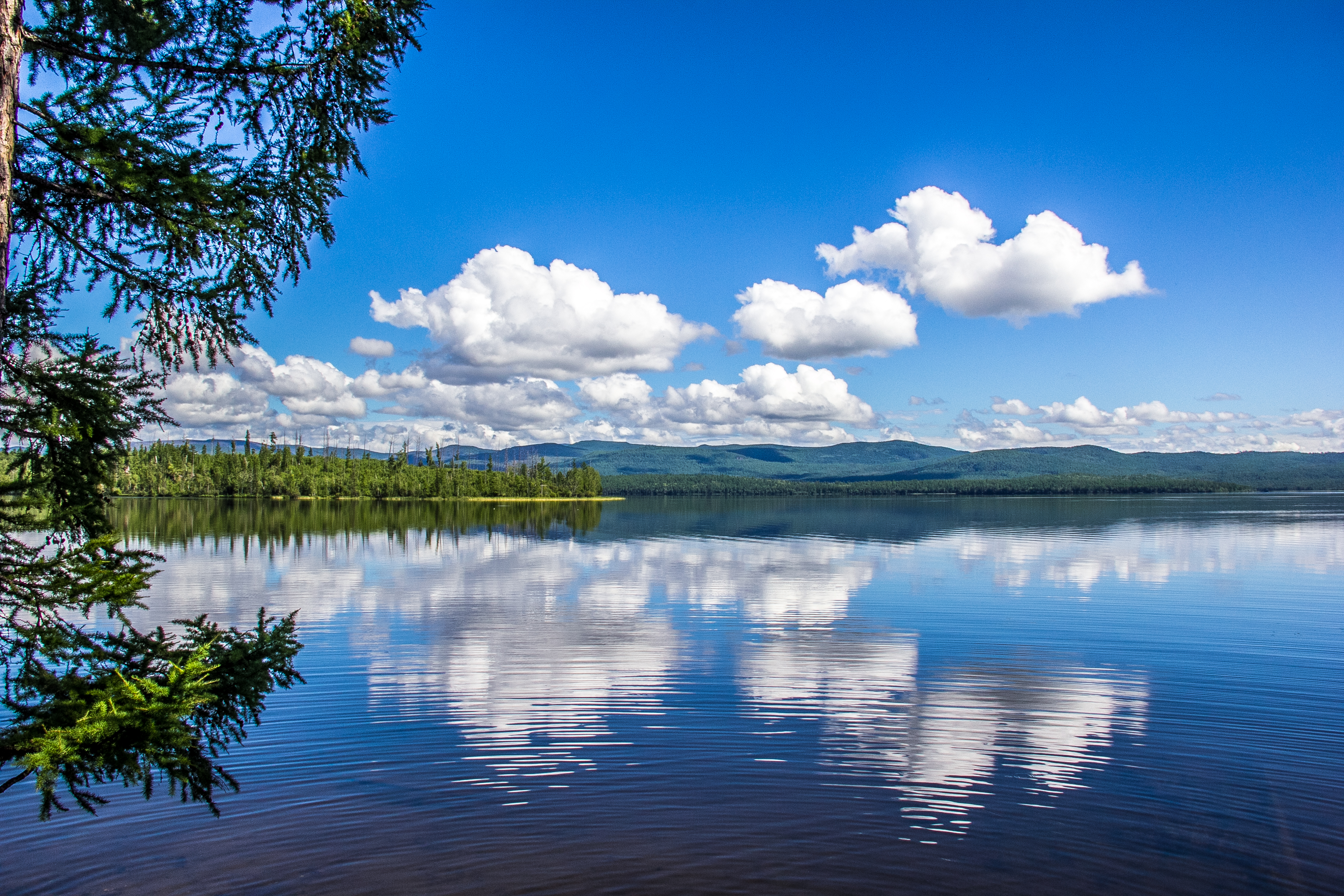
Llac d'Azas

Hi ha nombrosos llacs a Tuvà, molts dels quals són llacs glacials i salats, inclòs el llac Todja, també conegut com Llac d'Azas (100 km2) – el més gran de la república, i el llac Uvs Nuur (compartit amb Mongòlia i Patrimoni de la Humanitat).

### Muntanyes

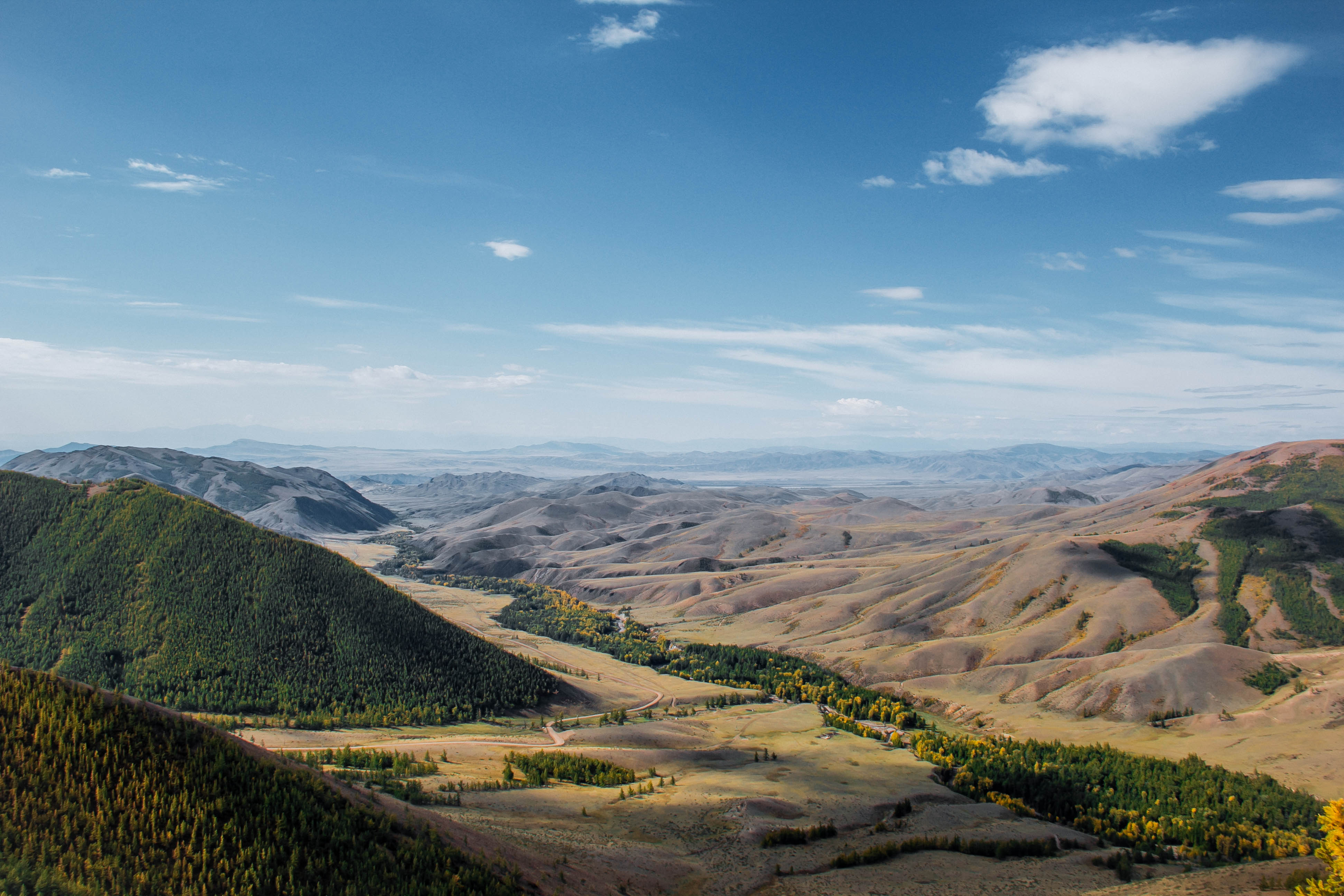
Muntanyes de Tuvà

La República de Tuvà està formada per una conca muntanyosa, d'uns 600m d'alçada, envoltat per les serres de Saian i Tannu-Ola. Les muntanyes i els turons cobreixen més del 80% del territori. Mongun-Tayga («Muntanya platejada», 3.970msnm) és el punt més alt de la república i el nom al·ludeix a la glacera.

## Demografia
Població: 336.651 habitants (Cens de 2021) 

### Estadístiques vitals
Font: Servei d'Estadística de l'Estat Federal de Rússia Arxivat 12 April 2008[Date mismatch] a Wayback Machine.
| Anys | Població mitjana (x 1000) | Naixements | Defuncions | Canvi natural | Taxa bruta de natalitat (per 1000) | Taxa bruta de mortalitat (per 1000) | Canvi natural (per 1000) | Taxa de fertilitat |
| ---- | ------------------------- | ---------- | ---------- | ------------- | ---------------------------------- | ----------------------------------- | ------------------------ | ------------------ |
| 1970 | 233                       | 6559       | 1938       | 4621          | 28,2                               | 8,3                                 | 19,8                     |                    |
| 1975 | 253                       | 6950       | 2306       | 4644          | 27,5                               | 9,1                                 | 18,4                     |                    |
| 1980 | 272                       | 7133       | 2748       | 4385          | 26,2                               | 10,1                                | 16,1                     |                    |
| 1985 | 287                       | 8110       | 2624       | 5486          | 28,3                               | 9,1                                 | 19,1                     |                    |
| 1990 | 309                       | 8116       | 2664       | 5452          | 26,3                               | 8,6                                 | 17,7                     | 3,22               |
| 1991 | 304                       | 7271       | 2873       | 4398          | 23,9                               | 9,5                                 | 14,5                     | 2,97               |
| 1992 | 303                       | 6545       | 3006       | 3539          | 21,6                               | 9,9                                 | 11,7                     | 2,68               |
| 1993 | 302                       | 6130       | 3480       | 2650          | 20,3                               | 11,5                                | 8,8                      | 2,50               |
| 1994 | 303                       | 6076       | 4086       | 1990          | 20,1                               | 13,5                                | 6,6                      | 2,46               |
| 1995 | 304                       | 6172       | 4010       | 2162          | 20,3                               | 13,2                                | 7,1                      | 2,47               |
| 1996 | 305                       | 5705       | 4110       | 1595          | 18,7                               | 13,5                                | 5,2                      | 2,25               |
| 1997 | 305                       | 4908       | 3954       | 954           | 16,1                               | 12,9                                | 3,1                      | 1,91               |
| 1998 | 306                       | 5267       | 3631       | 1636          | 17,2                               | 11,9                                | 5,4                      | 2,02               |
| 1999 | 306                       | 4894       | 4142       | 752           | 16,0                               | 13,5                                | 2,5                      | 1,86               |
| 2000 | 306                       | 4871       | 4170       | 701           | 15,9                               | 13,6                                | 2,3                      | 1,83               |
| 2001 | 305                       | 4992       | 4165       | 827           | 16,3                               | 13,6                                | 2,7                      | 1,85               |
| 2002 | 305                       | 5727       | 4576       | 1151          | 18,8                               | 15,0                                | 3,8                      | 2,10               |
| 2003 | 305                       | 6276       | 4633       | 1643          | 20,6                               | 15,2                                | 5,4                      | 2,28               |
| 2004 | 304                       | 6127       | 4090       | 2037          | 20,2                               | 13,5                                | 6,7                      | 2,19               |
| 2005 | 303                       | 5979       | 4326       | 1653          | 19,8                               | 14,3                                | 5,5                      | 2,11               |
| 2006 | 302                       | 5950       | 3802       | 2148          | 19,7                               | 12,6                                | 7,1                      | 2,06               |
| 2007 | 302                       | 7568       | 3687       | 3881          | 25,1                               | 12,2                                | 12,9                     | 2,60               |
| 2008 | 303                       | 7874       | 3526       | 4348          | 26,0                               | 11,6                                | 14,3                     | 2,68               |
| 2009 | 305                       | 8242       | 3666       | 4576          | 27,0                               | 12,0                                | 15,0                     | 2,97               |
| 2010 | 307                       | 8262       | 3566       | 4696          | 26,9                               | 11,6                                | 15,3                     | 3,03               |
| 2011 | 308                       | 8478       | 3403       | 5075          | 27,5                               | 11,0                                | 16,5                     | 3,25               |
| 2012 | 310                       | 8266       | 3471       | 4795          | 26,7                               | 11,2                                | 15,5                     | 3,35               |
| 2013 | 311                       | 8111       | 3399       | 4728          | 26,1                               | 10,9                                | 15,2                     | 3,42               |
| 2014 | 313                       | 7921       | 3419       | 4502          | 25,3                               | 10,9                                | 14,4                     | 3,48               |
| 2015 | 315                       | 7489       | 3258       | 4231          | 23,8                               | 10,3                                | 13,5                     | 3,39               |
| 2016 | 317                       | 7421       | 3112       | 4309          | 23,2                               | 9,8                                 | 13,4                     | 3,35               |
| 2017 | 320                       | 6977       | 2788       | 4189          | 21,9                               | 8,7                                 | 13,2                     | 3,19               |
| 2018 | 323                       | 6539       | 2857       | 3682          | 20,2                               | 8,8                                 | 11,4                     | 2,97               |
| 2019 | 326                       | 6158       | 2718       | 3440          | 18,6                               | 8,3                                 | 10,3                     | 2,72               |
| 2020 | 330                       | 6582       | 3024       | 3601          | 20,0                               | 9,2                                 | 10,8                     | 2,97               |
| 2021 | 332                       | 6629       | 3028       | 3558          | 20,0                               | 9,1                                 | 10,9                     | 2,94               |
| 2022 |                           | 5997       | 2867       | 3130          | 17,9                               | 8,6                                 | 9,3                      | 2,51               |

- Esperança de vida mitjana : Tuvà: 56,5 (mitjana d'homes i dones, dades del PNUD); Rússia: (dades de l'ONU) Home 59 (rànquing mundial 166); Dona 73 (127)

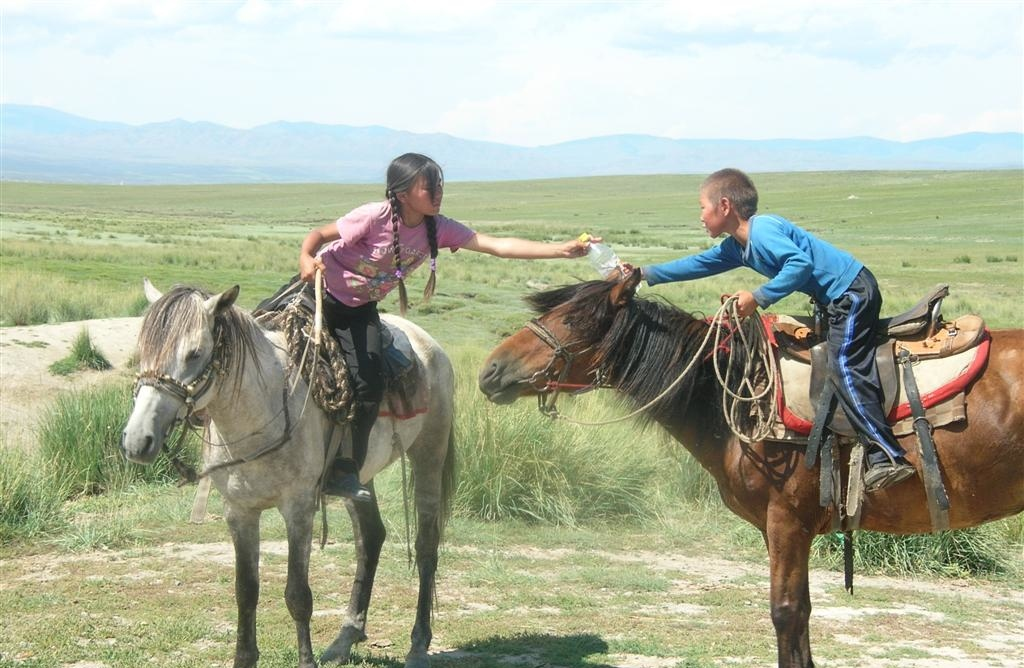
Una nena i un nen a cavall

### Grups ètnics
Segons el Cens de 2021, els tuvinians representen el 88,7% de la població. Altres grups inclouen els russos (10,1%) i una sèrie de grups més petits, cadascun representant menys del 0,5% de la població total.
| Grups Ètnics | Cens de 1959 | Cens de 1959 | Cens de 1970 | Cens de 1970 | Cens de 1979 | Cens de 1979 | Cens de 1989 | Cens de 1989 | Cens de 2002 | Cens de 2002 | Cens de 2010 | Cens de 2010 | Cens de 2021 1 | Cens de 2021 1 |
| Grups Ètnics | Número       | %            | Número       | %            | Número       | %            | Número       | %            | Número       | %            | Número       | %            | Número         | %              |
| --- | ------------ | ------------ | ------------ | ------------ | ------------ | ------------ | ------------ | ------------ | ------------ | ------------ | ------------ | ------------ | -------------- | -------------- |
| Tuvinians | 97.996       | 57,0%        | 135.306      | 58,6%        | 161.888      | 60,5%        | 198.448      | 64,3%        | 235.313      | 77,0%        | 249.299      | 82,0%        | 279.789        | 88,7%          |
| Russos | 68.924       | 40,1%        | 88.385       | 38,3%        | 96.793       | 36,2%        | 98.831       | 32,0%        | 61.442       | 20,1%        | 49.434       | 16,3%        | 31.927         | 10,1%          |
| Khakassos | 1.726        | 1,0%         | 2.120        | 0,9%         | 2.193        | 0,8%         | 2.258        | 0,7%         | 1.219        | 0,4%         | 877          | 0,3%         | 359            | 0,1%           |
| Altres | 3.282        | 1,9%         | 5.053        | 2,2%         | 6.725        | 2,5%         | 9.020        | 2,9%         | 7.526        | 2,5%         | 4.427        | 1,4%         | 3.483          | 1,1%           |
| 1 21.093 persones estaven registrades a partir de bases de dades administratives, i no podien declarar una ètnia. S'estima que la proporció d'ètnies d'aquest grup és la mateixa que la del grup declarat. |              |              |              |              |              |              |              |              |              |              |              |              |                |                |

Durant el període de 1959 a 2010, hi va haver més d'una duplicació de tuvinians ètnics. El creixement de la població russa es va alentir a la dècada de 1980 i va disminuir un 70% des de 1989. Les llengües oficials són el tuvinià (turquès) i el rus (eslau).

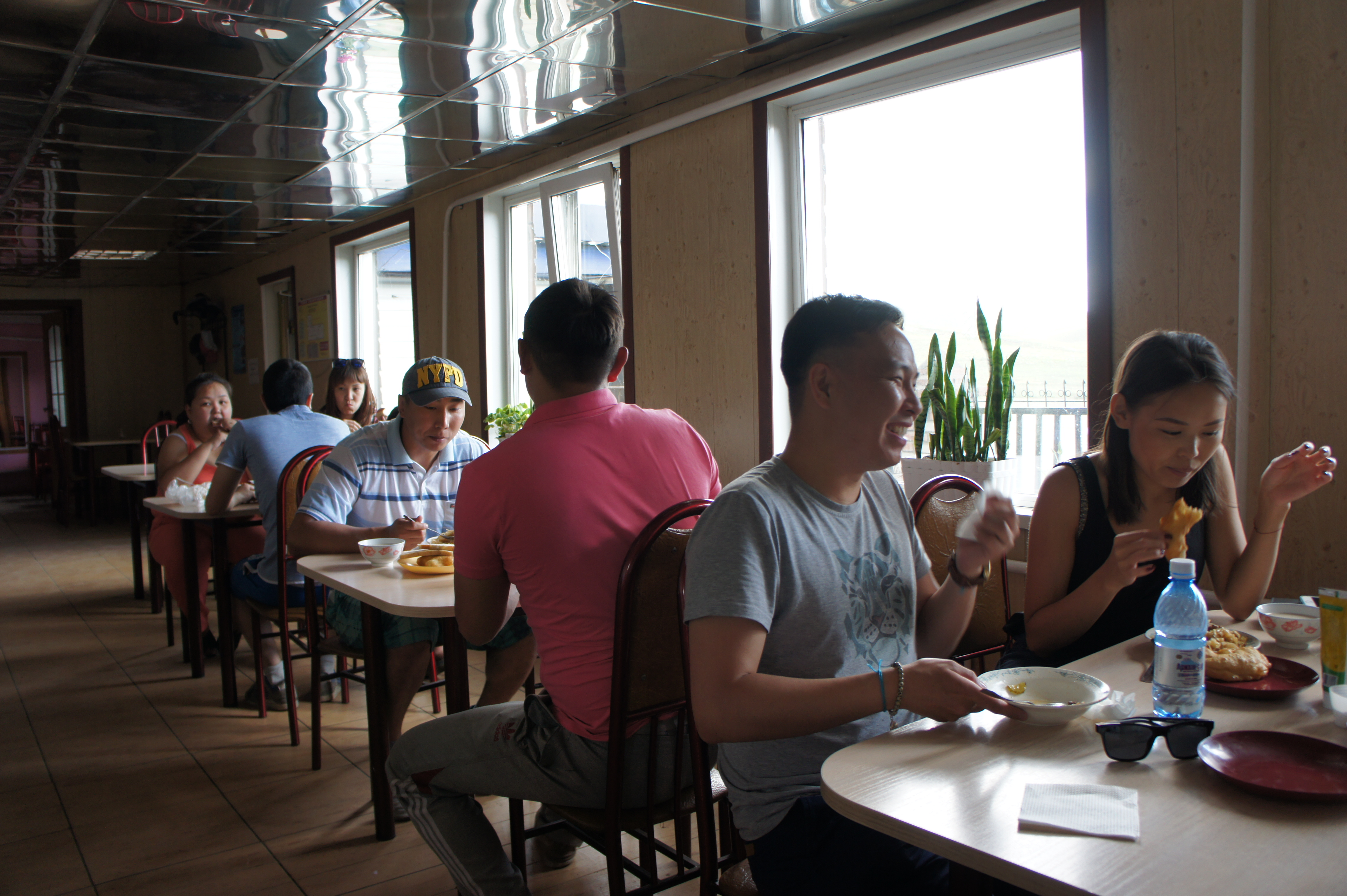
Tuvans el 2016

Fora de Kizil, els assentaments tenen pocs o cap habitants russos i, en general, els tuvinians parlen llur llengua original com a primera llengua. No obstant això, hi ha una petita població de Vells creients russos a la república dispersos en algunes de les zones més aïllades. Abans del domini soviètic, hi havia una sèrie de grans assentaments ètnics de vells creients russos, però a mesura que es va estendre l'ateisme, els creients es van amagar cada cop més a la taigà profunda per evitar el contacte amb els forasters. Els principals pobles dels vells creients són Erjei, Ujep, Unjei, Jivei i Boleie Malkie (tots al districte de Kaa-Khemsky). Els assentaments ultraortodoxos més petits es troben més amunt.
Els russos ètnics representen el 27,4% de la població (segons el cens de 2021) al districte de Kaa-Khemski, una de les regions més remotes de Tuvà. La població és majoritàriament vells creients. Els russos representen el 18,9% de la població a Pi-Khemski i el 16,4% a Kizil.

### Religió

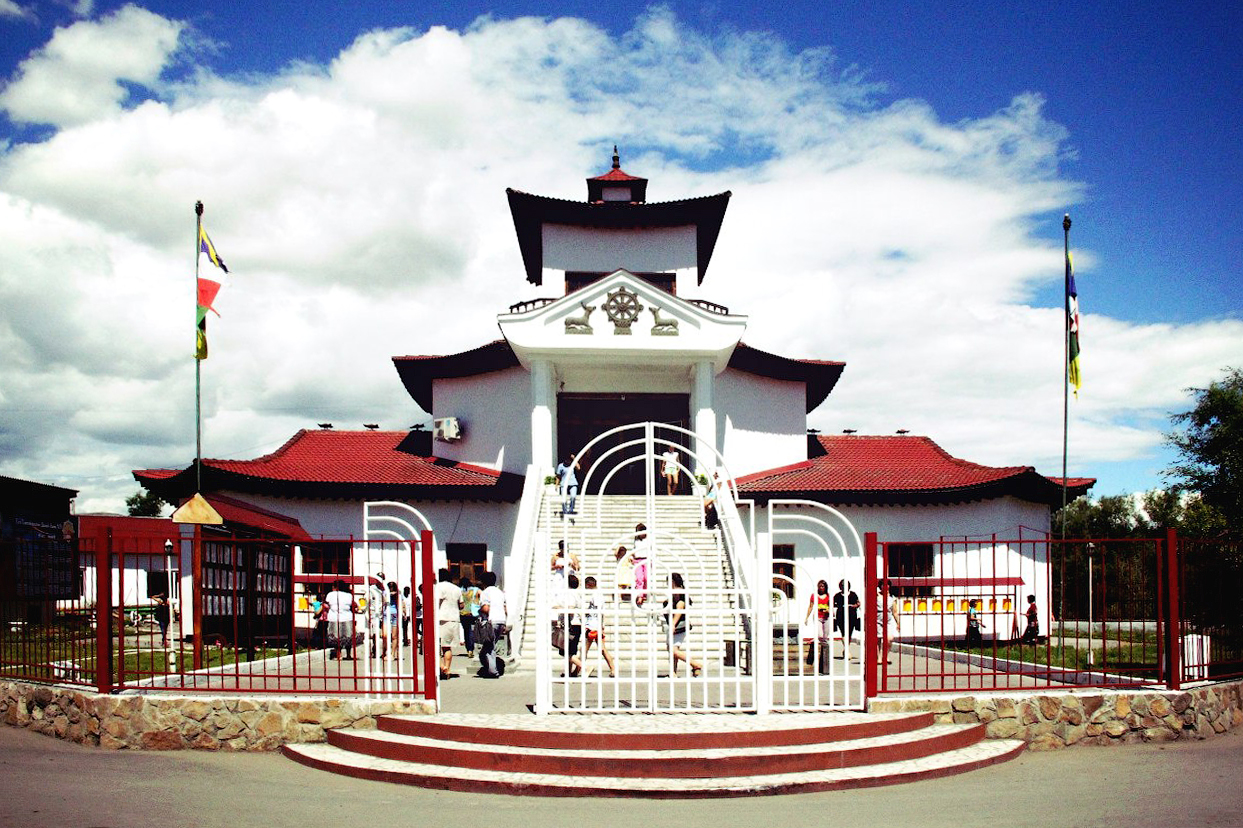
Temple budista de Kizil (Цеченлиң/Tsetxenling)

Dues religions estan molt esteses entre el poble tuvinià: el budisme tibetà i el xamanisme. El líder espiritual actual del budisme tibetà és Tenzin Gyatso, el catorzè Dalai Lama. El setembre de 1992, Tenzin Gyatso va visitar Tuvà durant tres dies. El 20 de setembre va beneir i consagrar la bandera groc-blau-blanca de Tuvà, que havia estat adoptada oficialment tres dies abans.
El poble tuvinià, juntament amb els uigurs grocs a la Xina, és un dels dos únics grups turquesos que són principalment adherents al budisme tibetà, que conviu amb les tradicions xamàniques natives.
Els tuvinians van ser exposats per primera vegada al budisme durant els segles xiii i xiv, quan Tuvà va entrar a la composició de l'Imperi Mongol. Els primers temples budistes descoberts pels arqueòlegs al territori de Tuvà daten dels segles xiii i xiv. Durant els segles xvi i xvii, el budisme tibetà va guanyar popularitat a Tuvà. Un nombre creixent de temples nous i restaurats estan entrant en ús, i hi ha hagut una tendència a l'alça en el nombre de novells formats com a monjos i lames en els darrers anys. La pràctica religiosa va disminuir sota les polítiques restrictives del període soviètic, però ara està florint.

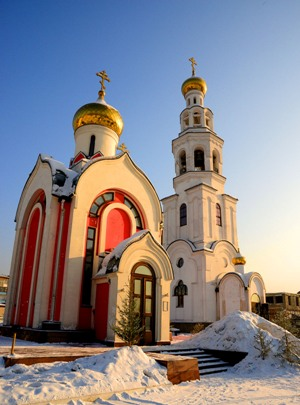
Catedral de la Resurrecció a Kizil

Segons una enquesta de 2012, el 61,8% de la població de Tuvà s'adhereix al budisme, el 8% al tengrianisme o al xamanisme de Tuvà, l'1,5% a l'Església Ortodoxa Russa, els Antics creients o altres formes de cristianisme ortodox, l'1% al protestantisme. A més, el 7,7% segueix altres religions o no ha donat resposta a l'enquesta. El 8% de la població es declara "espiritual però no religiosa" i el 12% atea.

## Bandera
La seva bandera va sortir d'un concurs convocat pel govern el 1991. Fou dissenyada per Oyun-ool Sat, mestre d'art, adoptada oficialment el 17 d'agost de 1992, i consagrada pel Dalai Lama el 18 de setembre de 1992. El groc simbolitza la prosperitat i el budisme; el blanc, els sentiments purs; el blau representa el cel de Tuvà i el coratge i la fermesa de la gent, i és el color dels nòmades mongols i turcs; les franges representen la confluència dels rius Bii-Khem i Kaa-Khem a Kizil, on formen l'Ulug-Khem o Ienissei.

## Política

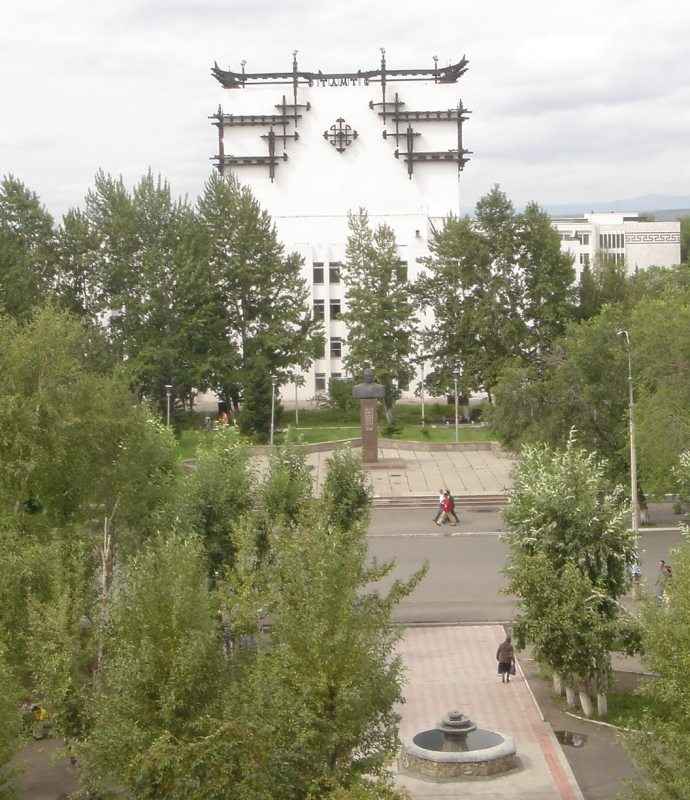
Parlament de Tuvà

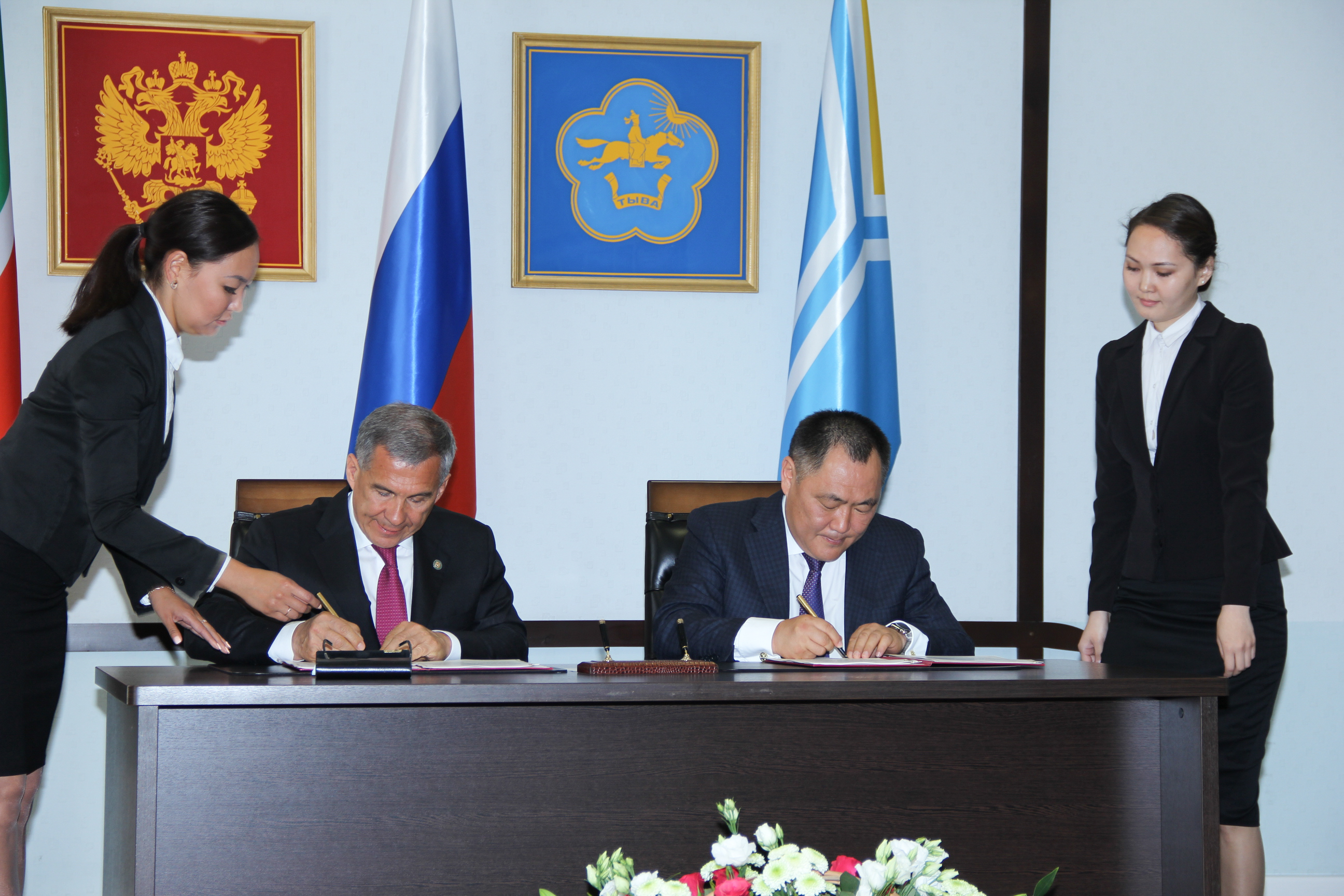
El segon president de la República de Tuvà, Sholban Kara-ool (dreta) el 2016

La Constitució de la República va ser aprovada el 23 d'octubre de 1993. El parlament de Tuvà, el Gran Khural, té 32 escons des del 2023; cada diputat és elegit per a un mandat de cinc anys.
El cap de govern de Tuvà és el president del govern i exerceix un mandat de cinc anys que es pot renovar. El primer president del govern va ser Sherig-ool Oorzhak. El 3 d'abril de 2007, el president rus Vladímir Putin va nomenar Sholban Kara-ool, de 40 anys, un antic lluitador, com a president del govern de Tuvà. La candidatura de Kara-ool va ser aprovada pel Khural el 9 d'abril de 2007. Kara-ool va presidir des del 2007 fins al 2021. El tercer i actual cap de govern de Tuvà és Vladislav Khovalig.

## Economia
L'economia de la regió es basa en la indústria (fusta, metall, materials de construcció), l'agricultura (cereals) i l'extracció de matèries primeres (asbest, cobalt, carbó, sal). A la regió central, la més habitada, hi ha els centres industrials de Kizil, Ak-Dovurak i Txadan, i és una zona rica en cereals (blat, ordi, mill) i ramaderia (ovelles, cabres); el sud és també una regió ramadera, i el nord-est és una àrea boscosa en què l'economia està basada en l'explotació forestal, la cacera, la cria de cérvols i la pesca.
A Tuvà, hi ha un total d'aproximadament 7.400 aturats, la qual cosa dona una taxa d'atur del 5,9% i està per sobre de la taxa d'atur general russa del 4,9%.

### Mineria
La mineria és un element crucial de l'economia de Tuvà. S'estima que l'any 2020 es van produir 40 milions de tones mètriques de carbó a Tuvà, que representa aproximadament el 9,4% de la producció mitjana anual de carbó de Rússia de 423 milions de tones mètriques.

## Transport
Tuvà no té ferrocarrils, tot i que els famosos segells de correus dels anys 1930, dissenyats a Moscou durant l'època de la independència de Tuvà, representen erròniament les locomotores com una demostració del seu progrés d'inspiració soviètica. La construcció de la línia de ferrocarril Kuràguino-Kizil és programada per ser inaugurat l'any 2026.
Tuvà és servit per l'aeroport de Kizil.

## Cultura

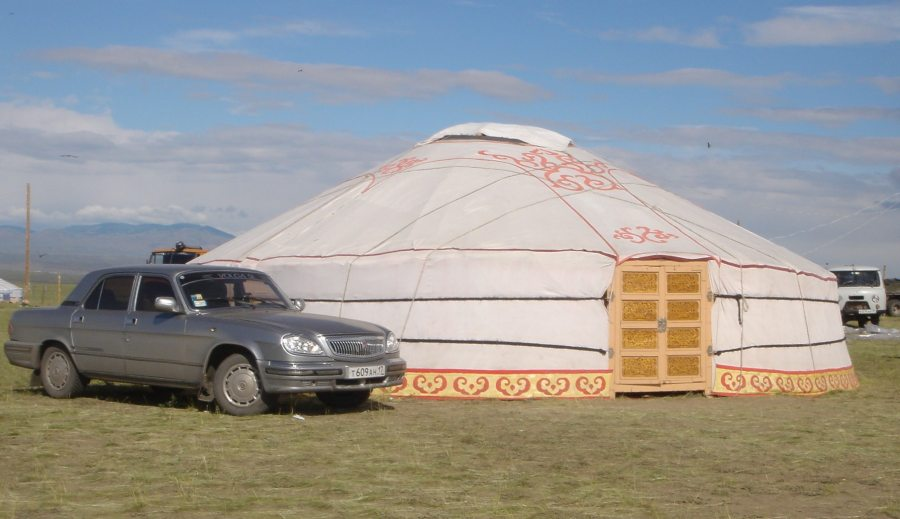
Una iurta a Tos Bulak

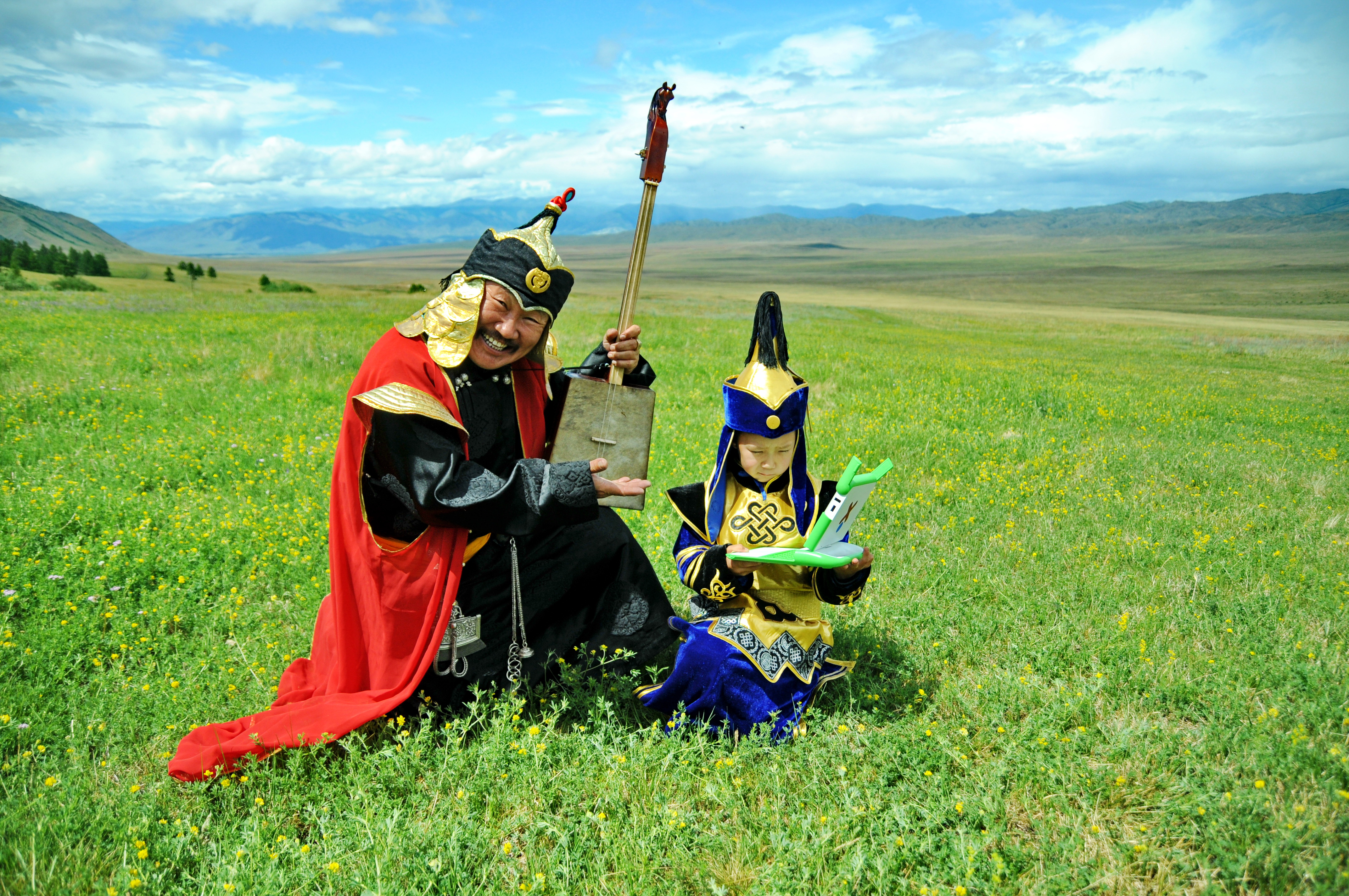
El cantant gutural tuvinià Kongar-ool Ondar

Tradicionalment, el poble tuvà és una cultura nòmada que viu en iurtes de l'Àsia central, amb tradicions distintives en la música, la cuina i l'art popular. La música tuvana inclou el cant gutural tuvinià (Xöömej), en què el cantant canta un to fonamental i un armònic simultàniament. Aquest tipus de cant es pot escoltar durant les actuacions de l'Orquestra Nacional de Tuvà, en actes com el "Dia Internacional de Khoomei" celebrat al Teatre Nacional de Tuvà a Kizil.
La tradició artesanal de Tuvà inclou tallar la pedra tova, la pagodita. Un motiu freqüent són els animals de la mida de la mà, com els cavalls.

### Religió
Tuvà és un dels pocs llocs del món on es conserva la forma original de xamanisme com a part de la cultura tradicional. El xamanisme pressuposa l'existència d'esperits bons i dolents que habiten les muntanyes, els boscos i l'aigua, així com els cels i l'inframón. El mediador entre l'home i els esperits és el xaman. Es creu que amb l'ajuda dels esperits el xaman és capaç de curar els pacients i predir el futur.
A Tuvà, el xamanisme coexisteix pacíficament amb el budisme. El budisme s'associa amb molts rituals populars, festes del calendari i medicines populars a Tuvà. Els centres del budisme a Tuvà són Khuree: temples, complexos de temples; el complex de temples de Tsetxenling a Kizil és la residència del Kambo Lama, cap del budisme a Tuvà. Tresors de l'antiga cultura eslava a la Tuvà asiàtica guardats juntament amb els valors d'altres pobles: el conjunt de folklore infantil «Oktai» de la ciutat de Kizil, durant el curs, diverses expedicions etnogràfiques als antics assentaments dels creients van poder recollir una àmplia col·lecció de mostres de l'art antic del cant.